# Netelia nigricarpus
Netelia nigricarpus là một loài tò vò trong họ Ichneumonidae.